# Скудерия Торо Росо
Скудерия Торо Росо (на италиански: Scuderia Toro Rosso) е отбор от Формула 1, споделена собственост 50\50 между компанията Ред Бул и бившия пилот от Формула 1 Герхард Бергер. Управляващ Директор е бившият директор на БМВ Моторспорт - Франц Тост.
Отборът е създаден след закупуването на бившия тим от Формула 1 - Минарди, като запазва базата във Фаенца, Италия.
През сезон 2008, Скудериа Торо Росо използва двигатели Ферари V8.
През 2020 отборът е преименуван на Скудерия Алфатаури.

## Състезателна история

### Сезон 2006
През 2006 година екипът спечели една точка в Световния шампионат на Формула 1 на пистата „Индианаполис“ в САЩ. Това става благодарение на Витантонио Лиуци, който финишира осми в състезанието.
В първата състезателна година пилоти на отбора са Витантонио Лиуци и Скот Спийд, а като трети пилот — швейцарецът Нийл Яни. Лиуци за кратко кара за Ред Бул Рейсинг през 2005, а Спийд попада във Формула 1, благодарение на кампанията на Ред Бул за млади таланти в САЩ.

### Сезон 2007
През 2007 година, Торо Росо залага на двигатели с марката Ферари, като закупуват агрегата 056 V8, докато по-големият „брат“ Ред Бул Рейсинг използват двигатели Рено.
При представянето на болида STR2 на 13 февруари, Герхард Бергер потвърждава Витантонио Луици за пилот през сезон 2007. На тестове проведени в Бахрейн, на 24 февруари, собствениците на Торо Росо решават втори пилот да бъде Скот Спийд. Трикратния Световен шампион (през 2007) от Чемп Кар Себастиан Бурде неофициално тества болида през годината.
В тима е привлечен Джорджо Асканели, който на 4 април замества Алекс Хитцингер на поста технически директор.
Въпреки инвестирането в добър силов агрегат, нов технически мениджър и множество подобрения, сезон 2007 е тотално разочарование, с ненадежна техника, множество пилотски грешки и слаби състезателни резултати. След състезанието за Голямата награда на Европа, Скот Спийд е изхвърлен, като Герхард Бергер успява да договори с БМВ Заубер преминаването на техния германски тест пилот - Себастиян Фетел, който по-късно подписва договор с тима за титулярен пилот през сезон 2008.
По време на състезанието за Голямата награда на Китай, Торо Росо постига най-добрият си резултат от създаването на екипа, като Фетел финишира на четвърто място а Луици шести, набирайки 8 точки. В състезанието за Голямата награда на Япония, Фетел се удря в болид „Ред Бул Рейсинг“ на Марк Уебър, по време на обиколка, след кола за сигурност.

### Сезон 2008
Пилоти на СТР за сезон 2008 са Себастиан Бурде и Себастиян Фетел. Бурде печели своята първа шампионатни точки във Формула 1, завършвайки 7-и в състезанието за Голямата награда на Австралия, а Фетел записва своите първи точки, завършвайки пети в култовото състезание за Голямата награда на Монако.
Екипа прави подобрения по време на сезона, като в състезанието за Голямата награда на Белгия извършва подвиг, като болидите се движат почти през цялото състезание на 3-та и 4-та позиция, завършвайки в крайна сметка на 5-о и 7-о място. Това изпраща екипа пред заводския тим на Хонда Ф1 и с равни точки с Уилямс в класирането при конструкторите.
Скудерия Торо Росо поднася голямата изненада в състезанието за Голямата награда на Италия, когато на мократа писта Себастиян фетел печели първа позиция в квалификацията, а на следващия ден безапелационно печели първата си победа като пилот и първа победа за екипа. Тази победа е първа за друг тим, базиран в Италия (освен Ферари), от 1957 година, когато легендарния Хуан Мануел Фанджо печели за Мазерати.
Фетел завършва на 12 секунди, пред пилота на Макларън Хейки Ковалайнен.
По време на първото нощно състезание в Сингапур, Фетел завършва 5-и, след като в квалификацията е 7-и.
Доброто представяне на Фетел, Бурде и екипа продължават и в състезанието за Голямата награда на Бразилия, когато в решаващото за титлата състезание Фетел зъвършва 4-ти, изпреварвъйки бъдещия Световен шампион Луис Хамилтън в последната обиколка.
Себастиан Бурде се движи на 7-о място, преди да бъде блъснат от Ярно Трули с Тойота Ф1 и да „потъне“ в класирането, завършвайки на 12-о място. Бурде стартира от 7-а позиция, като през сезона 9 пъти участва в третата фаза на квалификациите.

### Сезон 2009
Себастиан Фетел напуска Скудерия Торо Росо, за да се състезава за Ред Бул Рейсинг през сезон 2009. Неговото място е заето от Себастиен Буеми. Преди старта на сезона, шефът на отбора заявява, че ще е трудно на тима да повтори успехите от сезон 2008. На 20 юли 2009 г. тимът съобщава, че Хайме ще замести Бурде и ще кара за тях до края на сезона. Отборът завършва на 10- то място в шампионата.

### Победи на Торо Росо във Формула 1
| N | Година | Пилот           | Двигател         | Гуми | Голяма награда | Писта | Статистика |
| - | ------ | --------------- | ---------------- | ---- | -------------- | ----- | ---------- |
| 1 | 2008   | Себастиан Фетел | Торо Росо-Ферари | Б    | ГН Италия      | Монца | Статистика |